# Gabriel Medina
Gabriel Medina Pinto Ferreira est un surfeur professionnel brésilien né le 22 décembre 1993 à Maresias, dans la municipalité de São Sebastião au Brésil. Il devient champion du monde de surf en 2014, en 2018 et en 2021, décrochant la première place de la World Surf League.
En 2015, Time Magazine le classe parmi les 100 personnalités les plus influentes du monde.

## Biographie

### Carrière junior
En 2009 lors du Quiksilver King of the Groms (épreuve junior) à Hossegor, Gabriel Medina qui est alors peu connu au niveau international fait très forte impression en enchaînant les aérials, et autres blow-turns pour remporter cette épreuve avec un score parfait de 20/20 en finale, son score le plus bas de toute la compétition étant 17,76.

### Arrivée sur le circuitQualifying Series
En 2011, le jeune surfeur brésilien remporte trois victoires sur le circuit WQS.

### Arrivée sur le circuitChampionship Tour
Grâce notamment à ses trois victoires, Gabriel accède au World Tour à la mi-saison 2011. Il remporte dès cette première année deux épreuves : tout d'abord le Quiksilver Pro France à Hossegor début octobre,, sa seconde épreuve dans le World Tour, puis le Rip Curl Pro Search à Oceanside début novembre, sa quatrième épreuve dans le World Tour. À noter qu'à ces deux occasions, il élimina Kelly Slater, multiple-champion du monde récemment titré pour la 11e fois, en quarts-de-finale.

## Palmarès et résultats

### Saison par saison
- 2009 :
  - 1er du Maresia Surf International à Florianópolis (Brésil)
- 2010 :
  - 3e du Maresia Surf International à Florianópolis (Brésil)
  - 3e du San Miguel Pro à Guipuscoa (Espagne)
  - 2e du Super Surf International à Florianópolis (Brésil)
- 2011 :
  - 1er du Super Surf International à Imbituba (Brésil)
  - 2e du Quiksilver Pro Portugal à Ericeira (Portugal)
  - 1er du Sooruz Lacanau Pro à Lacanau (France)
  - 1er du San Miguel Pro à Zarautz (Espagne)
  - 1er du Quiksilver Pro France à Hossegor (France)
  - 1er du Rip Curl Pro Search à San Francisco (Californie)
- 2012 :
  - 1er du Nike Lowers Pro à San Clemente (Californie)
  - 2e du Volcom Fiji Pro à Tavarua (Fidji)
  - 3e du Nike US Open of Surfing à Huntington Beach (Californie)
  - 2e du Rip Curl Pro Portugal à Peniche (Portugal)
  - 2e de la Vans World Cup à Banzai Pipeline, sur le North Shore d'Oahu (Hawaï)
- 2013 :
  - 3e du Billabong Rio Pro à Rio de Janeiro (Brésil)
  - 3e du Quiksilver Saquarema Prime à Saquarema (Brésil)
  - 2e du Quiksilver Pro France à Hossegor (France)
- 2014 :
  - 1er du Quiksilver Pro Gold Coast à Gold Coast (Australie)
  - 1er du Fiji Pro à Tavarua (Fidji)
  - 1er du Billabong Pro Tahiti à Teahupoo (Tahiti)
  - 2e du Billabong Pipe Masters à Banzai Pipeline, sur le North Shore d'Oahu (Hawaï)
- 2015 :
  - 2e du Billabong Pro Tahiti à Teahupoo (Tahiti)[5]
  - 3e du Hurley Pro at Trestles à Trestles (États-Unis)[6]
  - 1er du Quiksilver Pro France à Hossegor (France)[7]
- 2016 :
  - 1er du Fiji Pro à Tavarua (Fidji)
  - 2e du Quiksilver Pro France à Hossegor (France)
- 2017 :
  - 3e du Quiksilver Pro Gold Coast à Gold Coast (Australie)
  - 3e du Corona J-Bay Open à Jeffreys Bay (Afrique du Sud)
  - 2e du Fiji Pro à Tavarua (Fidji)
  - 1er du Quiksilver Pro France à Hossegor (France)
  - 1er  du MEO Rip Curl Pro Portugal[8]
- 2018 :
  - 3e du Rip Curl Pro Bells Beach à Bells Beach (Australie)
  - 1er du Billabong Pro Tahiti à Teahupoo (Tahiti)
  - 1er du Surf Ranch Pro à Lemoore (États-Unis)
  - 3e du Quiksilver Pro France à Hossegor (France)
  - 3e  du MEO Rip Curl Pro Portugal
  - 1er du Billabong Pipe Masters à Banzai Pipeline, sur le North Shore d'Oahu (Hawaï)
- 2019 :
  - 1er du Corona J-Bay Open à Jeffreys Bay (Afrique du Sud)
  - 2e du Tahiti Pro Teahupo'o à Teahupoo (Tahiti)
  - 1er du Freshwater Pro à Lemoore (États-Unis)

### Classements
| Année             | 2011 | 2012 | 2013 | 2014 | 2015 | 2016 | 2017 | 2018 | 2019 | 2020 | 2021 | 2022 |
| ----------------- | ---- | ---- | ---- | ---- | ---- | ---- | ---- | ---- | ---- | ---- | ---- | ---- |
| Championship Tour | 12e  | 7e   | 14e  | 1er  | 3e   | 3e   | 2e   | 1er  | 2e   |      | 1er  | 24e  |
| Qualifying Series | 4e   | 2e   | 7e   | 115e | 33e  | 120e | 201e | 65e  | 141e |      |      |      |